# White Noise
"White Noise" – to utwór brytyjskiego elektronicznego zespołu Disclosure. Wydany został 1 lutego 2013 roku przez wytwórnię płytową Island Records jako drugi singel grupy z ich debiutanckiego albumu studyjnego, zatytułowanego Settle. Twórcami tekstu utworu są Guy Lawrence, Howard Lawrence, Aluna Francis, George Reid oraz James Napier, natomiast jego produkcją zajęli się Disclosure. Wokal w singlu użyczyła AlunaGeorge. Singel zadebiutował na 28. miejscu w notowaniu UK Singles Chart, a tydzień później uplasował się na drugiej pozycji. Uzyskał także status złotej płyty w Wielkiej Brytanii.

## Występy na żywo
Podczas gali BRIT Awards 2014 Disclosure wraz z Lorde zaprezentowali wersję electro singla "Royals", która po zakończeniu przeszła do utworu "White Noise", dla którego na scenie pojawiła się AlunaGeorge. 19 lutego 2014 roku został wydany singel "Royals/White Noise" w wersji na żywo do zakupu w iTunes Stores przez BRIT Awards. Dochód z jego sprzedaży przeszedł do organizacji charytatywnej War Child. 

## Pozycje na listach przebojów

### Tygodniowe notowania
| Kraj              | Lista (2013)            | Pozycja | Status      |
| ----------------- | ----------------------- | ------- | ----------- |
| Belgia (Flandria) | Ultratop 50             | 19      | —           |
| Irlandia          | Top 100 Singles         | 51      | —           |
| Szkocja           | Scottish Singles Top 40 | 10      | —           |
| Wielka Brytania   | Singles Top 100         | 2       | złota płyta |

### Royals/White Noise (Live from the BRITs)
| Kraj            | Lista (2014)    | Pozycja |
| --------------- | --------------- | ------- |
| Irlandia        | Top 100 Singles | 93      |
| Wielka Brytania | Singles Top 100 | 72      |